# Sucevița (gmina)
Sucevița – gmina w Rumunii, w okręgu Suczawa. Obejmuje miejscowości Sucevița i Voievodeasa. W 2011 roku liczyła 2762 mieszkańców.